# 古矢博通
古矢 博通（ふるや ひろみち、1948年〈昭和23年〉8月27日 - ）は、日本の地方公務員。岡山県副知事、中国銀行取締役を歴任。瑞宝中綬章受章。

## 人物・経歴
1971年4月 岡山県庁入職、2009年 (平成21年) 4月 副知事就任、2010年8月 ブラジル・リベルダーデで開催された同県人ブラジル移住100周年、県費留学制度創立51周年式典に母県慶祝団代表として出席。株式会社吉備高原都市サービス代表取締役を兼務。岡山県住宅供給公社、財団法人岡山県開発公社の解散を行った。2012年11月 副知事退任、2013年6月 中国銀行監査役、2016年6月 同行取締役。同年12月 公益財団法人岡山県福祉事業団を解散。

## その他役職
- 公益財団法人岡山県スポーツ協会 副会長[7]
- 公益財団法人中島記念財団 理事[8]

## 栄典
2018年、平成30年秋の叙勲で地方行政事務功労により瑞宝中綬章を受章